# Idrottsföreningen Kamraterna Värnamo
O Idrottsföreningen Kamraterna Värnamo, ou simplesmente IFK Värnamo, é um clube de futebol da Suécia fundado em 1912. 

Sua sede fica localizada na cidade de Värnamo, no sul do país.
                                                                                                          
Joga os seus jogos em casa no estádio Finnvedsvallen, com 5070 lugares.

Dispõe de uma equipa feminina, conhecida como IFK Värnamo dam.

## Palmarés
- 2021 - Vencedor da Segunda Divisão Sueca de Futebol  (Superettan)

## Jogadores notáveis
- Jonas Thern, (Malmö FF, Benfica, SSC Napoli, AS Roma, Rangers)
- Michael Svensson, (Halmstads BK, Troyes AC, Southampton)
- Patrik Ingelsten, (Halmstads BK, Kalmar FF, SC Heerenveen, Viking Stavanger, Mjällby AIF,  Gais)
- Ulrik Jansson, (Östers IF, Helsingborgs IF)
- Niklas Hult, (IF Elfsborg, OGC Nice, AEK Aten)
- Simon Thern, (Malmö FF, SC Heerenveen, IFK Norrköping)
- Viktor Claesson, (IF Elfsborg, FK Krasnodar)

## Elenco Atual
Atualizado em 13 de Janeiro de 2015
Nota: Bandeiras indicam equipe nacional, conforme definido pelas regras de elegibilidade da FIFA. Os jogadores podem ter mais de uma nacionalidade não-FIFA.
| N.º |          | Posição | Jogador                                 |
| --- | -------- | ------- | --------------------------------------- |
| 1   | Suécia   | G       | Natanel Danielsson                      |
| 4   | Suécia   | M       | Jesper Brandt                           |
| 5   | Suécia   | D       | Tobias Englund                          |
| 6   | Suécia   | D       | Martin Claesson (capitão)               |
| 7   | Suécia   | A       | Dženis Kozica                           |
| 8   | Suécia   | M       | Carlos Gaete Moggia                     |
| 9   | Suécia   | A       | Pär Cederqvist (vice capitão)           |
| 10  | Suécia   | M       | Alexander Vrebac                        |
| 11  | Tunísia  | M       | Issam Jebali                            |
| 13  | Zimbabwe | M       | Archford Gutu (emprestado do Kalmar FF) |
| 14  | Suécia   | D       | Henrik Widén                            |

| N.º |        | Posição | Jogador                                      |
| --- | ------ | ------- | -------------------------------------------- |
| 15  | Suécia | M       | Sebastian Göransson                          |
| 16  | Suécia | M       | Oscar Johansson                              |
| 17  | Suécia | D       | Alexander Blomqvist (emprestado do Malmö FF) |
| 18  | Suécia | M       | Joel Löw                                     |
| 20  | Suécia | D       | Freddy Winsth                                |
| 21  | Suécia | A       | Elvis Dani                                   |
| 22  | Suécia | M       | Ellis Culum                                  |
| 23  | Suécia | D       | David Engström                               |
| 30  | Suécia | G       | Björn Åkesson                                |
| —   | Suécia | A       | Viktor Nilsson                               |

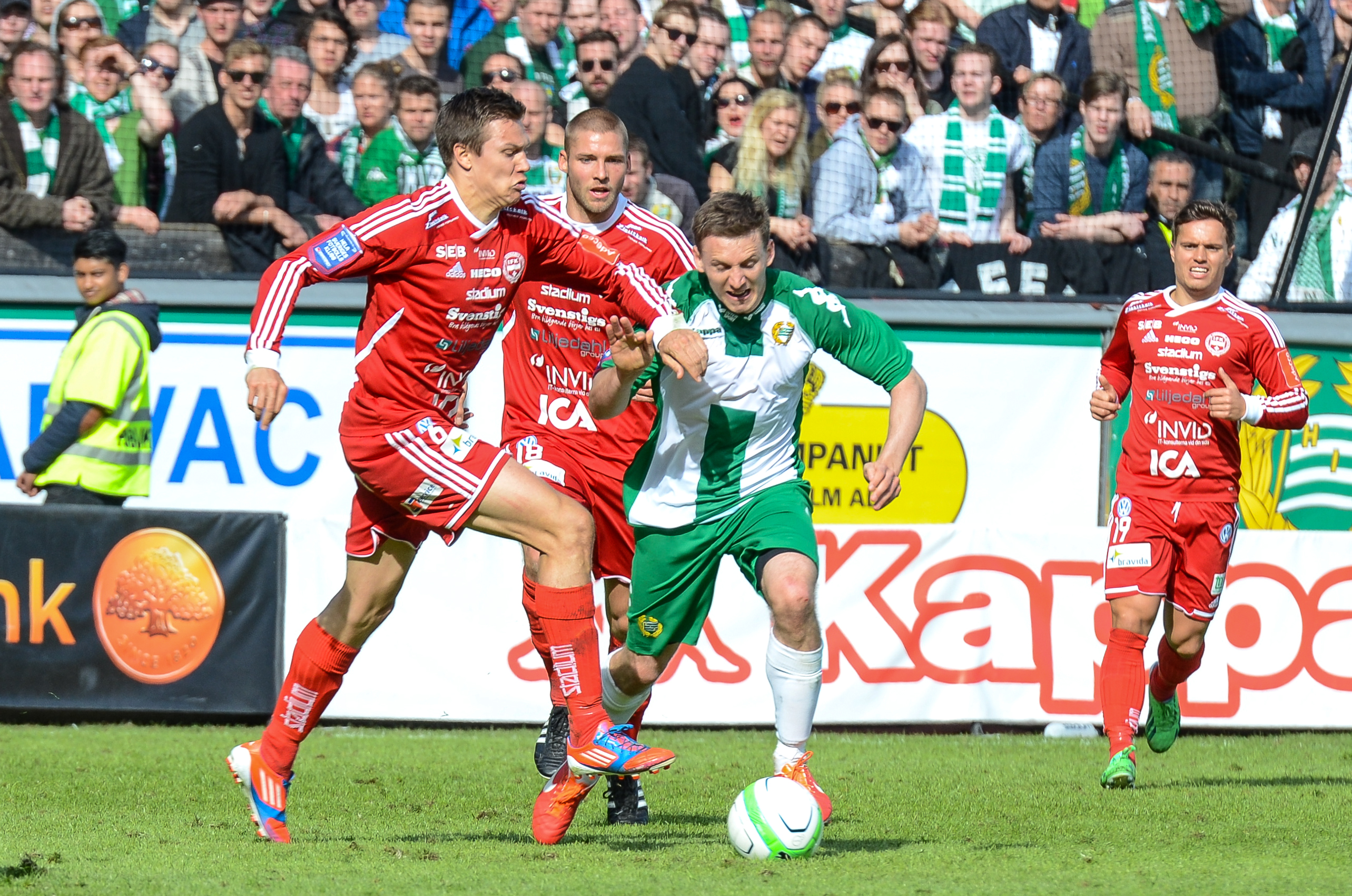
IFK Värnamo – Hammarby IF em 2013